# 1824 au Bas-Canada
Cet article traite des événements survenus en 1824 au Bas-Canada. 

## Événements
- 17 mars : premier défilé de la Fête de la Saint-Patrick à Montréal par la communauté irlandaise[1].
- 7 juin : Francis Nathaniel Burton devient lieutenant-gouverneur du Bas-Canada en l'absence du gouverneur Dalhousie.
- Construction de quais au Port de Trois-Rivières.

### Exploration de l'Arctique
- William Edward Parry effectue sa troisième expédition dans l'Arctique. Il rencontre des conditions de navigation difficile. Il passe au nord de l'Île de Baffin et va hiverner à la Crique du Prince Regent.

## Naissances
- 4 janvier : Peter Mitchell, homme politique.
- 11 janvier : Charles-Frédéric-Adolphe Bertrand, homme d'affaires et homme politique.
- 8 mars : Jean Langlois, homme politique.
- 12 mars : Arthur Hill Gillmor, homme politique.
- 22 mars : Joseph-Octave Beaubien (médecin et homme politique) (décédé le 7 novembre 1877 au Québec)
- 1 avril : Louis-Zéphirin Moreau, évêque de Saint-Hyacinthe.
- 27 avril : John Pickard, homme politique.
- 4 août : Antoine Gérin-Lajoie, poète et romancier.
- 18 novembre : John Bolton, homme politique.
- 24 novembre : William Hoste Webb, homme politique.
- 15 décembre : Bernard Devlin, journaliste et homme politique.
- 25 décembre : Thomas McIlwraith, ornithologue.
- 28 décembre : Charles Gérin-Lajoie, homme d'affaires et homme politique.
- 29 décembre : Louis Delorme, homme politique.

## Décès

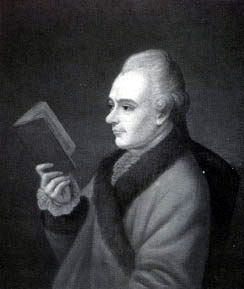
Joseph Frederick Wallet DesBarres

- 4 avril : Alexander Henry, explorateur et marchand de fourrure.
- 19 mai : Francis Maseres, procureur de la Province de Québec.
- 10 juin : Charles Robin, Homme d'affaires en pêche et juge.
- 27 octobre : Joseph Frederick Wallet Desbarres, militaire, cartographe et gouverneur.

## Référence
1. ↑  Première parade de la Saint-Patrick  http://www.montrealirishparade.com/fr/about-us/history/historians-corner